# Fabien Lemaire
Pour les articles homonymes, voir Fabien Lemaire (photographe) et Lemaire.
Fabien Lemaire est un joueur français de volley-ball né le 31 août 1983. Il mesure 1,98 m et joue central.

## Clubs
| Club              | Pays   | De        | À         |
| ----------------- | ------ | --------- | --------- |
| Grenoble VUC      | France | 2005-2006 | 2005-2006 |
| Dunkerque GLVB    | France | 2006-2007 | 2008-2009 |
| Cambrai Volley    | France | 2009-2010 | 2010-2011 |
| Saint-Nazaire VBA | France | 2011-2012 | 2011-2012 |
| Club Alès CVB     | France | 2012-2013 | 2012-2013 |
| Stade poitevin    | France | 2013-2014 | 2014-2015 |

## Palmarès
Champion de France Elite, Coupe de France Elite, Vainqueur Ligue B.